# Henotesia nigrescens
Henotesia nigrescens är en fjärilsart som beskrevs av Bethune-Baker 1908. Henotesia nigrescens ingår i släktet Henotesia och familjen praktfjärilar. Inga underarter finns listade i Catalogue of Life.